# Mistrz zen

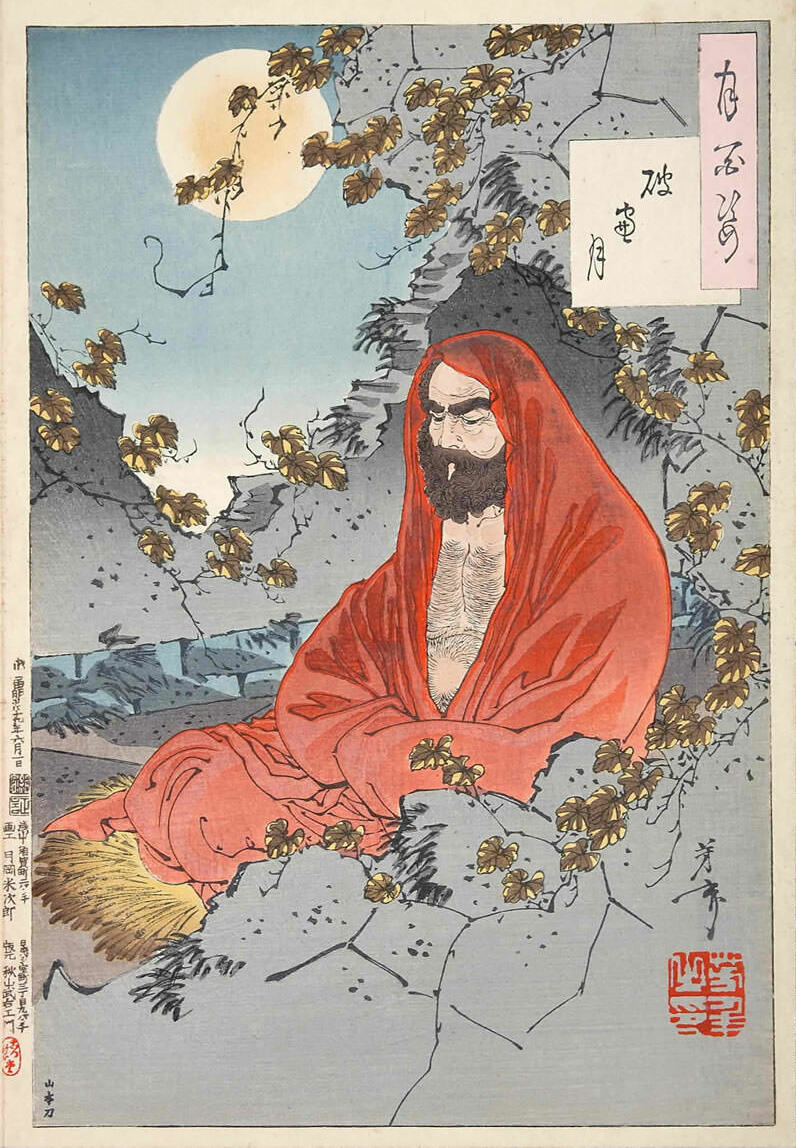
Bodhidharma (pierwszy patriarcha zen)

Mistrz zen – w tradycji chanu, sŏnu, zenu i thiền, w pełni oświecony człowiek, o dojrzałej osobowości i nieugiętym charakterze, który włączył Dharmę Buddy w swoje życie i potrafi prowadzić innych do oświecenia.

## Mistrz zen a autorytet
Aby zostać mistrzem zen trzeba urzeczywistnić swoją prawdziwą naturę, otrzymać przekaz Dharmy od swojego nauczyciela (i ewentualnie innych mistrzów zen) i dojrzewać latami w walkach Dharmy z innymi mistrzami.
Mistrz zen nie jest guru. Jaka więc jest relacja mistrza zen z autorytetem?
- W buddyzmie nie ma autorytetu w znaczeniu kogoś, kto ogłasza naukę, która musi być zaakceptowana, czy kogoś, kto ogłasza autorytatywne wyjaśnienie doktryny. Każdy buddysta jest swoim własnym autorytetem w tym sensie, że musi się uczyć prawdy poprzez studia, samodyscyplinę i praktykę. W buddyzmie nie przyjmuje się niczego na wiarę i buddyjskie rozumienie wiary jest całkowicie odwrotne od spotykanego w innych religiach. Rolą mistrza zen jest więc tu nakierowywanie ucznia na właściwą drogę praktyki, co wynika z rozpoznania przez mistrza wad i zalet ucznia, problemów jakie ma z pewnymi praktykami i jego przywiązań i niechęci. Zadaniem mistrza jest doprowadzenie ucznia do tego, aby on stanął na własnych nogach, a więc miał dojrzałą osobowość, mocny charakter, mądrość i współczucie.
- W buddyzmie, a zwłaszcza w zenie, żadne zapisane nauki czy święte teksty nie są autorytatywne w znaczeniu czegoś zobowiązującego. Budda powiedział Bądźcie sami dla siebie lampą. Dlatego mistrz zen wykorzystuje w nauczaniu wszystko, co może uczniowi pomóc w urzeczywistnieniu prawdy. Może to być koan (jap. kōan), okrzyk, uderzenie, cytat z jakiejkolwiek sutry, z jakiejkolwiek książki czy filmu itd.
- Tak zwane autorytety buddyzmu są autorytetami jedynie w znaczeniu takim, że tłumaczą literę nauk i komentują je. Nie są one jednak konieczne do wyjaśniania ich duchowych znaczeń. Pozycja mistrza, jego autorytet mogą być wyzwane przez ucznia kiedykolwiek on zechce. Jeśli wygra walkę Dharmy – praca mistrza przyniosła spodziewane efekty i jest to dla mistrza najwyższą z możliwych nagrodą.

Jeden z największych mistrzów zen w historii, Szósty Patriarcha Huineng został kiedyś zapytany przez mnicha
Kto odziedziczył ducha Piątego Patriarchy?
Ten, kto rozumie buddyzm odparł Huineng.
Zatem czy ty go odziedziczyłeś? naciskał mnich.
Nie odparł Huineng.
Dlaczego nie? spytał mnich.
Ponieważ nie rozumiem buddyzmu.
Huineng powiedział, że nie odziedziczył roli patriarchy, a przecież odziedziczył; i miał charyzmę, która pozwalała mu na nauczanie czystego zenu. Któż był bardziej kwalifikowany niż on do powiedzenia Tak. A jednak nie mógł autorytatywnie powiedzieć Tak, gdyż wtedy nie byłby już nauczycielem zen, a nauczycielem np. doktryny o oświeceniu. I proponowałby swoje prywatne zrozumienie zenu i przebudzał innych do swojego własnego zrozumienia zenu. To nie jest tolerowane w zenie. A jak powiedział jeden z mistrzów zen Zen niczego nie uczy. Prawdziwym celem zenu jest bowiem przebudzenie głębokiej ontologicznej świadomości, intuicyjnej mądrości (pradżnia, skt prajñā). Czysta świadomość pradżni nie byłaby czysta, gdyby ten ktoś uważał, że ją rozumie.
Wielki mistrz chan Baizhang Huaihai powiedział
Ci, których wgląd jest taki sam jak ich nauczycieli, tracą połowę mocy swych nauczycieli. Tylko ktoś, kogo wgląd przekracza wgląd jego czy jej nauczyciela, jest wart być spadkobiercą tego nauczyciela.
Chociaż pozornie zdanie to odnosi się tylko do uczniów, to jednak ukazuje jedną z najważniejszych cech mistrza; brak egoizmu i wywyższania się na innych. Mistrz robi wszystko, aby jego uczeń był lepszy od niego. To jest szczęście prawdziwego nauczyciela.

## Mistrz sŏn we współczesnym klasztorze koreańskim
Mistrz sŏn jest duchowym i administracyjnym przywódcą klasztoru. Jest centrum wszystkich spraw klasztoru. Oprócz medytacyjnych (duchowych) wartości musi posiadać także doświadczenie administracyjne, np. jako uprzedni opat mniejszej świątyni sŏn z parafii należącej do klasztoru.
Mieszka w oddzielnym budynku położonym w ścisłym kompleksie medytacyjnym klasztoru. Oprócz tego może także posiadać swoją własną pustelnię w górach w pewnej odległości od klasztoru. Jest to zwykle jedyne miejsce, kiedy mistrz ma czas dla siebie. I to także nie zawsze; w porach odosobnień musi schodzić z pustelni do klasztoru, aby udzielać nauk itp. i natychmiast wrócić do pustelni. Nawet głęboko oświeceni mistrzowie wykorzystują każdą wolną chwilę na odseparowanie się od codziennych obowiązków.
Mistrz sŏn otrzymuje zwykle potwierdzenie oświecenia (kor. inga) lub następuje przekaz Dharmy (kor. chŏnbŏp) od potwierdzonego mistrza sŏn i tym samym staje się częścią rodziny Dharmy tego nauczyciela. Różnica między inga a przekazem Dharmy jest następująca: inga jest prywatnym, nieformalnym rozpoznaniem przez mistrza potencjału ucznia i możliwości ostatecznego osiągnięcia oświecenia; natomiast przekaz Dharmy jest formalnym, publicznym przekazaniem nauk mistrza komuś, kto już otrzymał inga i jest teraz uprawniony do nauczania innych. Ani w pierwszym, ani w drugim przypadku nie musi to być uczeń mistrza. Jak trudno jest w Korei otrzymać takie publiczne potwierdzenie świadczyć może to, że znakomity mistrz sŏn Kusan Suryŏn (1909–1983) nie dał takiego potwierdzenia nikomu.
Mistrz sŏn jest wybierany w czasie leśnego zgromadzenia (kor. imhoe) starszych mnichów należących do linii przekazu rodziny Dharmy klasztoru i oficjalnie zaakceptowany przez większość mnichów rezydujących wtedy w klasztorze. Mistrz wybierany jest na 10-letni okres, ale musi być jeszcze potwierdzony przez centrum zakonu chogye w Seulu. Jeśli mnisi nie są zadowoleni z mistrza, wystarczy petycja podpisana przez 50 mnichów i następuje reelekcja pod okiem przedstawiciela centrali zakonu.
W Korei właściwie żaden z mistrzów sŏn nie powie o sobie sŏnsa (mistrz sŏn). Zwykle mówiąc o sobie używa określenia chung (członek kongregacji, zgromadzenia), tak jak mówią o sobie mnisi. Inni używają w stosunku do niego terminu kŭn sŭnim (większy mnich) lub oficjalnego tytułu, którym może być np. chosil sŭnim (mnich zajmujący pokój patriarchy) lub pangjang sŭnim (mnich kierujący kwaterami mnichów). Ten ostatni termin stosowany jest do mistrzów klasztorów ch'ongnim. Są także mistrzowie sŏn, którzy nie przyjmują żadnych publicznych funkcji, mieszkają w odległych pustelniach i nauczają jednego lub dwu uczniów, aby uniknąć wszelkich, odciągających od praktyki rzeczy.
Głównym obowiązkiem mistrza jest nadzorowanie duchowej praktyki wszystkich przebywających wówczas w klasztorze. Odbywa się to poprzez okresowe nauczania, wykłady, osobiste rozmowy z uczniami zarówno mnichami jak i świeckimi oraz, i być może to jest najważniejsze, poprzez służenie własnym przykładem swojego duchowego rozwoju w celu pobudzenia mnichów. Siedzenie w medytacji z innymi mnichami zajmuje tylko niewielki ułamek ze wszystkich codziennych działań mistrza. Z reguły medytuje w swoim mieszkaniu wczesnym rankiem, przed rozpoczęciem oficjalnej działalności i późnym wieczorem, po ich zakończeniu. Czasami dołącza na całą sesję medytacyjną do innych mnichów w czasie yongmaeng chŏngjin – tygodniowych lub dłuższych okresów medytacyjnych.
Mistrz sŏn jest także ostatecznym autorytetem jeśli chodzi o wszelkie ważne decyzje dotyczące klasztoru, niezależnie od tego czy są to sprawy duchowe, administracyjne czy finansowe. Opat klasztoru (chuji), zarządzający działem wspierającym czy utrzymującym klasztor w funkcjonowaniu i kontrolujący jego wszelkie codzienne sprawy, prawie każdą swoją decyzję konsultuje z mistrzem. Odbywają się regularne spotkania mistrza z opatem, głównym mnichem i skarbnikiem w celu przedyskutowania wszelkich spraw dotyczących klasztoru. Nawet jeśli dany mistrz sŏn nie prowadzi już klasztoru, który prowadzony jest przez jego ucznia lub kogoś innego z rodziny Dharmy, to w dalszym ciągu, chociaż już niebezpośrednio, bierze udział w działalności prowadzących klasztor.
Do mistrza sŏn należy także przyjmowanie wszelkich gości, świeckich (np. wspierających finansowo klasztor) i duchownych. Przyjmowani są oni w domu mistrza i czasem zajmuje to mistrzowi najwięcej czasu.
Niezależnie od tego, jak wybitny jest mistrz, mimo tego, że jest wybierany na 10 lat, to przez mnichów jest potwierdzany przed każdym okresem odosobnień medytacyjnych, niejako jako głos zaufania dla jego działalności, w tym wypadku, na polu duchowym. W teorii może być usunięty w każdej chwili przez mnichów, ale w praktyce zdarza się to niezwykle rzadko. Kiedy sala medytacyjna jest pełna, a nawet nie wszyscy się w niej mieszczą, wiadomo, że mistrz jest wysoko oceniany. Puste miejsca świadczą o utracie zaufania do mistrza.
Podczas okresu odosobnień medytacyjnych mistrz przeprowadza rozmowy tylko raz lub dwukrotnie w czasie tego całego okresu. Są one dużo mniej formalne od japońskiego dokusan, zwykle bardzo krótkich i zrytualizowanych spotkań mistrza zen z uczniami. Koreańskie spotkania mogą czasem trwać dosyć długo; dyskutuje się praktykę (zarówno od strony techniki jak i zrozumienia) itd. Rozmowa trwa zazwyczaj tak długo, dokąd uczeń zadaje pytania. Kiedykolwiek mnich chce o coś mistrza zapytać, zgłasza to nadzorującemu salę medytacji i otrzyma zgodę na opuszczenie okresu medytacyjnego.
chiń. chanshi; kor. sŏnsa; jap. zenji; wiet. thiền sư

## Dodatkowe terminy
Z pojęciem tym związane są następujące określenia:
- przekaz Dharmy: chiń. chuanfa; kor. chŏnbŏp; jap. denbō; wiet. truyền pháp
- potwierdzenie oświecenia: chiń. yinzheng; kor. injŭng; jap. inshō
- pieczęć potwierdzenia: chiń. yinke; kor. inga; jap. inka; wiet. ấn khả
- pieczęć umysłu Buddy: chiń. foxinyin (佛心印); kor. pulsimin; jap. busshinin; wiet. phật tâm ấn
- przekaz umysłu do umysłu: chiń. yixin chuanxin; kor. isim chŏnsim; jap. ishin denshin; wiet. dĩ tâm truyền tâm
- rōshi (jap. 老師 dosłownie "stary mistrz"; z chiń. laoshi; kor. 노사, nosa; wiet. lão sư) - czcigodny duchowy nauczyciel. Dawniej był to tytuł mistrza zen w Japonii, który wyparł określenie zenji i był bardzo trudny do zdobycia. Obecnie wartość tego tytułu zdewaluowała się; stał się on grzecznościowym określeniem i używany jest np. do osoby prowadzącej świątynię zen na zasadzie dziedziczenia. W okresie Meiji antybuddyjskie władze w celu większego podporządkowania sobie zen wprowadziły zwolnienie mnichów z celibatu i wegetarianizmu. Doprowadziło to do tego, że obecnie większość 'mnichów' rinzai jest żonata. Nieoświecony syn właściciela świątyni dziedziczy świątynię i tytuł. Niski poziom duchowy żonatych mnichów-rōshich objawił się już przed II wojną światową i w jej czasie. Rōshi Yasutani pisywał antysemickie artykuły[1], a niektórzy popierali wojnę i podporządkowywali buddyzm koreański wprowadzając te same administracyjnie nakazy zerwania celibatu itd. Ponieważ stan mnicha prawie w Japonii zaniknął uważa się, że linia przekazu Dharmy w japońskim zen jest jasna ale nieczysta. Jest jasna, gdyż linie przekazu są nieprzerwane i znane są nazwiska przekazujących Dharmę i ją odbierających. Nieczysta – gdyż przekaz Dharmy odbywa się nie wśród pełnych mnichów. Natomiast linia przekazu koreańskiego sŏnu na skutek kilkusetletnich prześladowań jest niejasna, ale czysta. Dharmę przekazuje pełny, całkowicie oświecony mnich, swojemu uczniowi, całkowicie oświeconemu mnichowi.

## Najważniejsi historyczni mistrzowie zen
- Baizhang Huaihai
- Bankei Yōtaku
- Bassui Tokushō
- Bodhidharma – przyniósł zen do Chin (pierwszy patriarcha zen)
- Caoshan Benji – jeden z założycieli szkoły chan caodong
- Chinul
- Danxia Tianran
- Deshan Xuanjian
- Dōgen – przeniósł szkołę zen sōtō do Japonii
- Dongshan Liangjie – pierwszy patriarcha szkoły chan caodong
- Guifeng Zongmi
- Hakuin Ekaku – usystematyzował kōany, odrodził szkołę rinzai
- Huangbo Xiyun
- Huineng – szósty patriarcha zen
- Ikkyū Sōjun
- Isan Reiju
- Keizan Jokin – czwarty patriarcha zen sōtō
- Kyŏnghŏ Sŏngu
- Linji Yixuan – założyciel szkoły linji, z której wywodzą się rinzai, ōbaku, fuke
- Mangong Wŏlmyŏn
- Mazu Daoyi – założyciel szkoły hongzhou, z której m.in. wyłoniła się szkoła linji
- Nanyue Huairang
- Niaoke Daolin
- Pang Yun
- Sesshū Tōyō
- Shitou Xiqian
- Sosan Taesa
- Tiantong Rujing
- T'aego Pou – założyciel szkoły imje i chogye
- Yongjia Xuanjue
- Yunmen Wenyan
- Zhaozhou Congshen (jap. Joshu) – jeden z najbardziej znanych mistrzów zen, autor Koanu (jap. kōan) wu (kor. i jap. mu)
- Zhongfeng Mingben

## Niektórzy nauczyciele współcześni
- Thích Nhất Hạnh
- Jakusho Kwong
- Kōdō Sawaki
- Seung Sahn (Sŭngsan)
- Harada Sogaku
- Shunryū Suzuki
- Sheng-Yen
- Hakuun Yasutani